# 朱晓平
朱晓平，（1952年8月6日—2022年4月7日）， 生于四川宜宾，幼年随家庭移居陕西西安，中国作家、国家一级编剧。代表作品有小说《桑树坪纪事》，话剧剧本《桑树坪》，电影剧本《黄河谣》，电视剧剧本《三国演义》和《编辑部的故事》、《姐妹坡》等。

## 生平
1952年生于四川宜宾，1968年12月，从西安到陕西麟游县插队，1969年11月入伍当兵，1975年复员，在冶金部西安某厂当工人，1978年考入中央戏剧学院文学系本科，1982年毕业留校，1985年到中国作家协会工作；1991年进入北京电影制片厂。现为北京电影制片厂国家一级编剧。中国作家协会会员；中国电影艺术家协会会员。
1983发表第一篇小说《林游山道》。1985年在《钟山》文学双月刊第三期发表中篇小说《桑树坪纪事》引起轰动。
2022年4月7日在北京病逝。

## 作品
短篇小说集《私刑》、《石女》、《说梦》、《西府山中》、《陕甘大道》，中篇小说《桑树坪纪事》、《好男好女》、长篇小说《大栅栏》、《粉川》（《苍白三部曲》第一部）。
话剧剧本《桑树坪》、电影剧本《黄河谣》、《血腥山谷》、电视剧剧本《编辑部的故事》、《好男好女》、《大栅栏》、《三国演义》、《姊妹坡》、《桐籽花开》

## 获奖
- 1988年，小说《桑树坪纪事》获全国优秀中篇小说奖。
- 1988年，话剧《桑树坪》获文化部优秀剧目。
- 1990年，电影《黄河瑶》获蒙特利尔国际电影节奖。
- 1993年，电视剧《编辑部的故事》等获“金鹰奖”。
- 1995年，电视剧《三国演义》“飞天奖”。
- 1999年，电视剧《姊妹坡》获得解放军文艺奖。
- 2001年，电影《血腥山谷》获得金鸡奖

## 被翻译作品
- 《桑树坪纪事 》《缚公札太村》（日文版-早稻田大学出版社）、
- 《桑树坪纪事》（英文版—中国外文局熊猫丛书）。
- 《桑树坪纪事》《LES BRAVES GENS》（法文版—中国外文局熊猫丛书）、
- 《好男好女》（外文出版社法文版）
- 《好男好女》（外文出版社英文版）